# Concistori di papa Anastasio IV

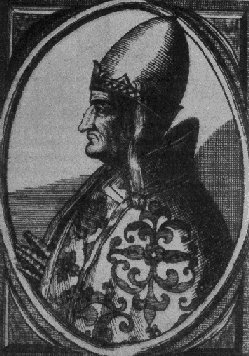
Papa Anastasio IV

Questa voce raccoglie l'elenco completo dei concistori per la creazione di nuovi cardinali presieduti da papa Anastasio IV, con l'indicazione dei cardinali creati di cui si hanno informazioni documentarie (3 nuovi cardinali in un solo concistoro). I nomi sono posti in ordine di creazione.

## Dicembre 1153
- Gregorio della Suburra, creato cardinale diacono (diaconia ignota) (morto nel 1163)
- Alberto, creato cardinale presbitero dei Santi XII Apostoli
- Jacopo, creato cardinale presbitero di San Callisto

## Fonti
- (EN) Current and historical information about the Bishops and Dioceses of the Catholic Hierarchy around the world, su catholic-hierarchy.org.
- (EN) Salvador Miranda, Anastasius IV, su fiu.edu – The Cardinals of the Holy Roman Church, Florida International University. URL consultato il 27 luglio 2015.